# HD151525
HD151525 — хімічно пекулярна зоря спектрального класу
B9 й має  видиму зоряну величину в смузі V приблизно  5,2.
Вона  розташована на відстані близько 460,0 світлових років від Сонця.

## Фізичні характеристики
Зоря HD151525 обертається 
порівняно повільно 
навколо своєї осі. Проєкція її екваторіальної швидкості на промінь зору становить  Vsin(i)= 44км/сек.

## Пекулярний хімічний склад
Зоряна атмосфера HD151525 має підвищений вміст 
Eu
.